# Phoenixville (Pennsylvania)
Phoenixville ist ein Borough im Chester County im US-Bundesstaat Pennsylvania. Laut Volkszählung im Jahr 2020 hatte sie eine Einwohnerzahl von 18.602 auf einer Fläche von 9,6 km².

## Geschichte
Ursprünglich Manavon genannt, wurde Phoenixville 1732 besiedelt und 1849 als Borough gegründet. In seiner industriellen Blütezeit Anfang des 20. Jahrhunderts war es ein wichtiges Produktionszentrum und Standort großer Eisen- und Stahlwerke wie der Phoenix Iron Works sowie weiterer Fabriken. Wie viele amerikanische Städte verdankt auch Phoenixville sein Wachstum den Wasserwegen. Sie liegt nicht nur am breiten Schuylkill River, der sowohl für die amerikanischen Ureinwohner als auch für die frühen Siedler ein historischer Verkehrsweg war, sondern wird auch durch den schnell fließenden French Creek durchflossen, der schon früh zur Wasserkraftgewinnung genutzt wurde.
Ein Großteil dieser Geschichte wurde durch die Schaffung des Phoenixville Historic District anerkannt, der größten Ansammlung im National Register of Historic Places eingetragenen Plätze in Chester County.

## Demografie
Nach einer Schätzung von 2019 leben in Phoenixville 16.439 Menschen. Die Bevölkerung teilt sich im selben Jahr auf in 83,5 % Weiße, 9,1 % Afroamerikaner, 2,2 % Asiaten, 0,2 % Ozeanier und 3,1 % mit zwei oder mehr Ethnizitäten. Hispanics oder Latinos aller Ethnien machten 6,0 % der Bevölkerung aus. Das mittlere Haushaltseinkommen lag bei 73.004 US-Dollar und die Armutsquote bei 13,0 %.

## Wirtschaft
Einst eine ehemalige Industriestadt im Niedergang, hat sich Phoenixville inzwischen erfolgreich revitalisiert. Phoenixville hat eine vielfältige lokale Wirtschaft, die vor allem viele Handwerker und Restaurants, Tourismus und Kultur umfasst. In der Innenstadt von Phoenixville gibt es mehr Brauereien pro Quadratmeter als irgendwo sonst in Amerika.
Phoenixville war einst der Hauptsitz der Phoenix Bridge Company.

## Söhne und Töchter der Stadt
- Wayne MacVeagh (1833–1917), Jurist und Justizminister
- Samuel Pennypacker (1843–1916), Politiker und Gouverneur von Pennsylvania.
- Dennis Thomas Flynn (1861–1939), Politiker
- James F. Crow (1916–2012), Genetiker
- Terry Gilkyson (1916–1999), Komponist und Sänger
- Peter John Farrelly (* 1956), Filmemacher
- Ryan Costello (* 1976), Politiker